# Wiesław Gawlikowski (sportowiec)
Wiesław Witold Gawlikowski (ur. 2 lipca 1951 w Krakowie) – polski strzelec sportowy, specjalista w strzelaniu do rzutków. Brązowy medalista olimpijski z Montrealu.

## Życiorys
Jako zawodnik występował w Wawelu Kraków, Śląsku Wrocław i Sokole Piła. Cztery razy brał udział w igrzyskach olimpijskich (1968, 1972, 1976 i 1980), debiutując w Meksyku w wieku siedemnastu lat. W 1974 został indywidualnym mistrzem świata, wielokrotnie stawał na podium mistrzostw świata i Europy. Pięciokrotnie zdobywał tytuły mistrza Polski (1971–1974, 1981).
Ukończył XII Liceum Ogólnokształcące w Krakowie, a w 1979 studia nauczycielskie w Akademii Wychowania Fizycznego we Wrocławiu. Po zakończeniu kariery sportowej zajmował się m.in. działalnością trenerską. W latach 80. wyemigrował do Francji, powrócił do Polski po kilkunastu latach, zajmując się działalnością gospodarczą. Zasiadał we władzach Polskiego Komitetu Olimpijskiego.
Odznaczony Krzyżem Kawalerskim Orderu Odrodzenia Polski (2011).